# Cuanza
Il Cuanza (o Kwanza, o Quanza) è un fiume dell'Angola lungo circa 965 km.
Nasce a circa 1.450 m s.l.m. sull'Altopiano di Bié nella parte centrale del paese e sfocia nell'Oceano Atlantico nei pressi di Barra do Cuanza circa 50 km a sud della capitale del paese Luanda.
Gli ultimi 250 km del suo corso sono navigabili.